# Première Nation O'Chiese
La Première Nation O'Chiese (/oʊˈtʃiːz/) est une Première Nation (au sens de « bande indienne ») saulteaux de l'Alberta, au Canada. Des Cris des plaines s'y trouvent également. La Première Nation possède deux réserves indiennes, soit O'Chiese 203 située à environ 52 km au nord-ouest de Rocky Mountain House et d'une superficie de 14 131,9 hectares, et O'Chiese Cemetery 203A. 
En octobre 2023, la Première Nation compte 1 536 personnes inscrites, dont 515 personnes vivant hors des réserves. La principale langue parlée est le saulteaux, bien que le cri des plaines soit également parlé en plus faible proportion. Bien que les ancêtres de la Première Nation O'Chiese aient fait de la région autour de la rivière Baptiste leur campement d'hiver où ils chassaient l'orignal et le cerf et piégeaient du petit gibier pour le commerce des fourrures, ils ont également migré en été jusqu'à la rivière Milk, dans ce qui est de nos jours le Montana.

## Gouvernance
La Première Nation O'Chiese élit ses dirigeants par le biais d'un système électoral coutumier. Elle est de surcroît affiliée au Conseil tribal de Yellowhead, puis a signé le Traité 6, le 13 mai 1950.

## Démographie
Le tableau suivant présente l'évolution démographique de la bande. 
| Année         | Population | Vivant hors réserve |
| ------------- | ---------- | ------------------- |
| Novembre 2013 | 1 250      | 419                 |
| Octobre 2023  | 1 536      | 515                 |